# 乃木高行
乃木 高行 (のぎ たかゆき、弘化元年（1844年） - 明治40年（1907年）） は、明治時代の日本の海軍軍人。最終階級は海軍少佐。位階勲等は正六位勲五等。

## 経歴
現在の山口県出身。
陸軍大将乃木希典の父親乃木希次の兄にあたる乃木高蔵有伸(長州藩士、御手廻組藩医)の養子 乃木高正の養子となる。
維新後に海軍軍人となった。
明治8年(1875年)の時点で海軍中尉、明治16年(1883年)の時点で海軍大尉であった。
明治18年(1885年)、海軍大尉の階級で練習艦「館山」の船長を務めた。
明治22年(1889年）5月15日、海軍少佐の階級で佐世保鎮守府海兵団副長に任じられた。
明治40年(1907年）7月17日、死去。正六位を追贈された。

## 逸話等
乃木希典とは親戚関係にあることから親交があった。乃木希典日記・明治八年七月十四日条には、「玉木ト同敷赤坂ノ乃木二入ル高行在宅」とある。
高行の養子の乃木甲造は乃木神社函館分社の社号標を揮毫した。